# Gerra (Einheit)
Die Gerra [d͡zərɐ] (Katalanisch für ‚Krug‘) war ein spanisches Flüssigkeitsmaß auf Menorca und entsprach dem Krug.
Die Gerra konnte in 2 Cuateras  und diese wiederum in je 2 halbe Cuateras  (Medias-Cuateras) geteilt werden und hatte 12,063 Liter.
Eine Weinpipa  hatte 40 Gerras.